# Пивкино (Каясанский сельсовет)
Пивкино — посёлок в Щучанском районе Курганской области. Входит в состав Каясанского сельсовета.

## История
Посёлок возник в 1896 году при строительстве обгонного пункта на участке Курган - Чурилово Южно-Уральской железной дороги.

## Население
| 1989 | 2002 | 2010 |
| ---- | ---- | ---- |
| 217  | ↘213 | ↘156 |

Национальный состав
Согласно результатам Всероссийской переписи населения 2002 года, в национальной структуре населения русские составляли 98 %.